# KLNT-AM
KLNT es una estación de radio localizada en Laredo (Texas). Es más conocida como ESPN Radio. Emite programación de deportes en inglés y algunos programas en español para los radio escuchas de Laredo y Nuevo Laredo.